# کاربرد سنسورهای مادون قرمز در رباتیک اولیه
سنسورهای مادون قرمز (IR) یکی از ابزارهای اصلی در رباتیک نسل اولیه بوده‌اند. این سنسورها که به دلیل قیمت مناسب و سادگی استفاده محبوبیت زیادی داشتند، در پروژه‌های آموزشی، صنعتی، و تحقیقاتی برای تشخیص موانع و ارتباط بی‌سیم استفاده می‌شدند.

## تاریخچه
سنسورهای مادون قرمز در دهه ۱۹۸۰ میلادی به‌عنوان ابزاری ساده و قابل اعتماد برای تشخیص فاصله و موانع وارد دنیای رباتیک شدند. این سنسورها در ابتدا در ربات‌های مسیریاب و ربات‌های مانع‌پذیر به‌کار گرفته شدند و نقش مهمی در توسعه مفاهیم ابتدایی رباتیک ایفا کردند.

##### نحوه عملکرد سنسورهای مادون قرمز
سنسورهای مادون قرمز از یک فرستنده برای ارسال امواج مادون قرمز و یک گیرنده برای تشخیص بازتاب آن‌ها استفاده می‌کنند. فاصله یا وجود موانع با بررسی شدت سیگنال بازتاب‌شده تعیین می‌شود. این فناوری در ساده‌ترین شکل خود، امکان پیمایش و شناسایی موانع را برای ربات‌های اولیه فراهم می‌کرد.

##### کاربردهای اصلی
1. ربات‌های مسیریاب:  سنسورهای IR برای تشخیص خطوط سیاه و سفید روی زمین در ربات‌های مسیریاب استفاده می‌شدند. این کاربرد همچنان در مسابقات آموزشی رباتیک متداول است.
2. ربات‌های مانع‌پذیر:  این ربات‌ها با استفاده از سنسورهای مادون قرمز می‌توانستند موانع را شناسایی کرده و مسیر خود را تغییر دهند.
3. ارتباط بی‌سیم:  در پروژه‌های ساده، از سنسورهای IR برای ارسال و دریافت داده‌ها به‌صورت بی‌سیم استفاده می‌شد.

##### مزایا و معایب
مزایا:
- قیمت اقتصادی و در دسترس بودن.
- مصرف انرژی پایین.
- سادگی راه‌اندازی و استفاده در پروژه‌های مبتدی.

معایب:
- حساسیت بالا به نور محیطی.
- برد محدود در مقایسه با فناوری‌های پیشرفته‌تر.
- دقت پایین در محیط‌های پیچیده.

##### کاهش محبوبیت سنسورهای IR
با ظهور فناوری‌های جدید مانند LIDAR، سنسورهای اولتراسونیک، و حسگرهای تصویری پیشرفته، کاربرد سنسورهای مادون قرمز در رباتیک مدرن کاهش یافت. بااین‌حال، این سنسورها همچنان در پروژه‌های آموزشی و ارزان‌قیمت به‌کار می‌روند.